# Yves Béhar
Yves Béhar (Lausanne, 1967) é um premiado designer suíço, e um dos mais aclamados eco-designers do mundo.

## Biografia
- responsável pelo design do videogame Ouya[2]

- fundador do aclamado estúdio de design Fuseproject, que se concentra na sustentabilidade, na conexão humana e na auto-expressão[3]

## Prêmios
- 2007 - INDEX Award - Categoria: Comunidade - projeto One Laptop per Child[4]
- 2008 - "Design of the Year award" por One Laptop per Child (Brit Insurance 2008 Design Award)[5]
- 2010 - IDEA Awards[6]
- 2011 - INDEX Award - Categoria: Corpo - projeto "See Better to Learn Better"[7]
- 2011 - "Conde Nast Innovation and Design Awards" - Designer of the Year[8]
- "Treehugger's Best of Green Architecture and Design Awards" - projeto da cadeira Herman Miller SAYL[9]
- Listado pela revista TIME's entre os "Top 25 Visionaries"[10]
- National Design Award from the Cooper-Hewitt, National Design Museum[11]
- Fast Company 2007 Master of Design [12]